# Chrysotoxum stackelbergi
Chrysotoxum stackelbergi är en tvåvingeart som beskrevs av Violovitsh 1953. Chrysotoxum stackelbergi ingår i släktet getingblomflugor, och familjen blomflugor.
Artens utbredningsområde är Uzbekistan. Inga underarter finns listade i Catalogue of Life.